# Wijnzakstraat
De Wijnzakstraat is een straat in Brugge.

## Beschrijving
De oorspronkelijke naam van de straat was Zacwijnstraat, zelfde naam die oorspronkelijk ook die van de Grauwwerkersstraat was.
Volgens Karel Verschelde en Adolf Duclos werd de wijn door een linnen zak gefilterd om zuiverder te worden, en zou dit de oorsprong van die straatnaam zijn: wijn die door de zak was gefilterd. Albert Schouteet betwijfelde dit maar bood geen andere uitleg aan.
Er bestaat in Harelbeke een Zachwijnmeersch, te vergelijken met de Brugse 'Zacwijnstrate'. De 'zak' zou wellicht op iets doodlopend kunnen wijzen en de 'wijn' op moerasgrond. Het lijkt niet uitgesloten.
De naam was wellicht te onbegrijpelijk want stilaan had men het in de volksmond over Wijnzakstraat en in de loop van de 16de eeuw werd dit de algemeen gebruikte naam.
De Wijnzakstraat loopt van het Biskajersplein naar het Sint-Jansplein.